# Viktor Henrikson
Klas Viktor Henrikson, född 18 maj 1891 i Stockholm, död 6 april 1969 i Göteborg, var en svensk överläkare.

## Biografi
Viktor Henrikson föddes som son till skräddarmästare Claes Henrikson och dennes hustru Fredrika, född Stenberg. Han avlade studentexamen i Stockholm 1910, blev medicine kandidat i Stockholm 1913, medicine licentiat 1917 och hade därefter diverse underläkar- och lasarettsläkarförordnanden. Han utbildade sig i kvinnosjukdomar under åren 1919–1922, i ögonsjukdomar 1924–1925 och i kirurgi 1926–1929. Viktor Henrikson var lasarettsläkare i Flen 1930–1938 och överläkare vid Ekmanska sjukhuset i Göteborg 1938–1943 och 1945–1956. Under åren 1943–1945 var han lasarettsläkare vid kirurgavdelningen och styresman vid centrallasarettet i Eskilstuna. Under åren åren 1924–1925 var han bataljonsläkare vid fältläkarkåren och 1925 vid kommendantskapet i Boden. Efter pensioneringen verkade Viktor Henrikson som fängelseläkare i Göteborg. Hans memoarer gavs ut i böckerna Läkaren berättar (1956) och Läkaren berättar mera (1957) och han framträdde i radio, där han bland annat kritiserade kvacksalvare och helbrägdagörare. Han blev riddare av Nordstjärneorden 1946 och tilldelades Göteborgs stads förtjänsttecken 1956.

## Familj
Viktor Henrikson gifte sig 1915 med Anna Rydberg (1896–1920). Efter hennes död var han under åren 1921–1922 gift med Greta Browallius (född 1898), 1923–1924 gift med Ebba Ytterman (född 1900) och från 1926 gift med Gertrud Runnquist (född 1902). Han var far till Henrik (född 1916), Ulla (född 1918), Gudrun (född 1921), Lars (född 1922), Lena (född 1927) och Björn (född 1929). Viktor Henrikson var bror till skådespelaren Anders Henrikson.